# Anacampserotaceae
Classification APG III (2009)
Famille
La famille des Anacampserotaceae (Anacampsérotacées) regroupe des plantes dicotylédones ; elle comprend environ 40 espèces réparties en 4 à 6 genres.
Ce sont des petites plantes en rosette, succulentes, à fruits complexes et à racines tubéreuses, originaires du centre et du sud de l’Australie, de Somalie et d’Afrique du sud.

## Étymologie
Le nom vient du genre type Anacampseros emprunté au grec ανα / ana, relatif à, -καμψ / -kamps, flexible, courbé vers, et -ερως / -eros, amour, « qui inspire l'amour », en référence au fait que la plante fut autrefois utilisée comme philtre d'amour,. Une Orchidaceae porte un nom de même racine l'Anacamptis.

## Classification
Cette famille n'existe pas en classification classique de Cronquist (1981) qui assigne ces plantes aux Portulacaceae.

## Liste des genres
Selon Angiosperm Phylogeny Website (30 avr. 2010) et NCBI (30 avr. 2010) :
- Anacampseros (en)

Selon Catalogue of Life
- Genre Anacampseros
- Genre Avonia
- Genre Grahamia

## Liste des espèces
Selon NCBI (30 avr. 2010) :
- genre Anacampseros
  - Anacampseros karasmontana
  - Anacampseros retusa
  - Anacampseros subnuda
  - Anacampseros telephiastrum